# Terry Adlington
Terry Adlington (Blackwell, 21 novembre 1935 – 10 aprile 1994) è stato un allenatore di calcio e calciatore inglese, di ruolo portiere.

## Biografia
Sua nipote era Rebecca Adlington, nuotatrice britannica vincitrice tra le altre cose di due ori ai Giochi della XXIX Olimpiade.

## Carriera
Cresciuto nel Blackwell Colliery, nel 1956 passa al Derby County, club con cui vince la Third Division North 1956-1957. Con il Derby County Adlington gioca sino al 1962 nella cadetteria inglese.
Nel 1962 scende in Fourth Division per giocare nel Torquay Utd, con cui otterrà la promozione in terza serie al termine della Fourth Division 1965-1966 grazie al terzo posto ottenuto.
Nel 1967 si trasferisce negli Stati Uniti d'America per giocare nel Baltimore Bays, con cui dopo aver vinto la Eastern Division della NPSL, raggiungendo la finale della competizione, poi persa contro gli Oakland Clippers.
Nella stessa stagione 1967-1968 viene ingaggiato anche come allenatore del Baltimore Flyers, franchigia dell'American Soccer League, con cui ottiene il quinto nella First Division.
La stagione seguente, la prima della NASL, passa a stagione in corso al Dallas Tornado. Con i Tornado chiude al quarto ed ultimo posto della Gulf Division, piazzamento inutile per la qualificazione alla fase finale del torneo. La stagione seguente rimane in squadra senza mai però scendere in campo.

## Palmarès
- Third Division North: 1

Derby County: 1956-1957